# Bernard Rhodes
Bernard Rhodes (Londra, 1947) è un produttore discografico britannico, ex manager del famoso gruppo punk inglese The Clash.

## Biografia
Bernard "Bernie" Rhodes nacque subito dopo la seconda guerra mondiale in Inghilterra. La madre era una ebrea russa che fuggì dal suo Paese incinta di Bernie nel 1945, mentre in Russia si compivano indescrivibili orrori. Bernard non seppe mai chi era suo padre. Quando la donna arrivò in Inghilterra si sistemò nell'East End di Londra dove, secondo Rhodes, dovette comprare un certificato di nascita al mercato nero per ottenere la cittadinanza. Bernie nacque subito dopo.
Cominciò a lavorare part time già da bambino, quando lavorava presso il negozio di un macellaio. Nel 1954 cominciò a fare vita da strada.
Nei primi anni sessanta conobbe e cominciò a frequentare un giovane apprendista di sua madre (che a quel tempo faceva la sarta) di nome John Parse con cui nel 1963 o 1964 fnì per dividere un appartamento al 68 di Hamilton Terrace a St John's Wood e frequentava un istituto d'arte nella zona Nordovest di Londra.
Alla fine degli anni sessanta sposò la sua ragazza, Sheila, ebbero un figlio e andarono a vivere a Camden Road. Verso il 1974 cominciò a disegnare e stampare magliette per Malcolm McLaren (il futuro manager dei Sex Pistols) e come attività secondaria gestiva un'officina di riparazioni per automobili Renault.
Ben presto avrebbe deciso di fondare un proprio gruppo come avrebbe fatto l'amico Malcolm McLaren con i Sex Pistols.

### I Clash, 1976 - 1979, 1981 - 1986
Fu proprio lui, unitamente al chitarrista Mick Jones (che conobbe a metà degli anni settanta diventando il manager della sua band London SS), ad aiutarlo a cercare gli altri membri della futura band. Oltre al futuro bassista Paul Simonon, Rhodes 'ingaggiò' anche il cantante e chitarrista Joe Strummer, già voce e chitarra degli 101'ers che dopo 24 ore (il manager gli diede 48 ore di tempo per decidere) lo richiamò dicendogli che avrebbe accettato la sua proposta di entrare nel nuovo gruppo che avrebbe preso il nome di The Clash.
Rhodes fu tanto importante per la nascita della band londinese quanto per il suo scioglimento, Si dice infatti che fu proprio lui, nel 1983, a convincere Joe Strummer e Paul Simonon ad estromettere Mick Jones dal gruppo, facendo leva sull'insicurezza di Strummer e sulla grande influenza che aveva su di lui. Ma bisogna anche tener presente che la situazione era molto tesa tra i membri del gruppo e Bernie non ha fatto altro che accelerare i tempi.
Dopo l'abbandono di Mick Jones, i restanti membri dei Clash Strummer e Simonon ingaggiarono altri musicisti (i chitarristi Vincent White e Nick Sheppard) e con il contributo in studio di Rhodes incisero l'ultimo album sotto il nome The Clash, "Cut The Crap", che fu pubblicato l'8 novembre del 1985. Questo album oltre a presentarsi completamente diverso dai precedenti dal punto di vista del sound, presenta un'altra caratteristica curiosa: tutte le canzoni sono firmate Joe Strummer/Bernard Rhodes.
Non molto tempo dopo Strummer e Simonon decisero di sciogliere il gruppo.

### Attività oltre i Clash
Rhodes ha collaborato a lungo con Malcolm McLaren futuro manager dei Sex Pistols. Fu proprio lui ad accompagnare John Lydon ad un provino da cantante presso il locale di McLaren. Egli inoltre è stato il manager della band punk rock Subway Sect.